# Campeonato Mundial de Atletismo Júnior de 2010 - Marcha atlética 10 km masculina
A prova da marcha atlética 10 km masculina do Campeonato Mundial de Atletismo Júnior de 2010 ocorreu entre no dia 23 de julho em Moncton, no Canadá. 

## Recordes
Antes desta competição, os recordes mundiais e do campeonato nesta prova eram os seguintes:
|     | Nome                | Nacionalidade | Tempo    | Local     | Data                |
| --- | ------------------- | ------------- | -------- | --------- | ------------------- |
| WJR | Viktor Burayev      | Rússia        | 38:46.40 | Moscou    | 20 de maio de 2000  |
| CR  | Stanislav Emelyanov | Rússia        | 39:35.01 | Bydgoszcz | 11 de julho de 2008 |

## Medalhistas
| Ouro                    | Prata           | Bronze               |
| Valeriy Filipchuk (RUS) | Cai Zelin (CHN) | Petr Bogatyrev (RUS) |

## Cronograma
Todos os horários são locais (UTC-4).
| Data        | Hora  | Evento |
| ----------- | ----- | ------ |
| 23 de julho | 12:20 | Final  |

## Resultado

### Final
A prova final foi realizada no dia 23 de julho ás 12:20. 
| Posição           | Atleta               | Nacionalidade  | Tempo    | Notas               |
| ----------------- | -------------------- | -------------- | -------- | ------------------- |
| Medalha de ouro   | Valeriy Filipchuk    | Rússia         | 40:43.17 |                     |
| Medalha de prata  | Cai Zelin            | China          | 40:43.59 |                     |
| Medalha de bronze | Petr Bogatyrev       | Rússia         | 40:50.37 |                     |
| 4                 | Caio Bonfim          | Brasil         | 41:32.28 |                     |
| 5                 | Dane Bird-Smith      | Austrália      | 41:32.36 |                     |
| 6                 | Ever Palma           | México         | 41:34.92 |                     |
| 7                 | Trevor Barron        | Estados Unidos | 41:50.29 |                     |
| 8                 | Erwin González       | México         | 41:58.67 |                     |
| 9                 | Luís Alberto Amezcua | Espanha        | 42:06.71 |                     |
| 10                | Alexander Castañeda  | Colômbia       | 42:26.26 |                     |
| 11                | Hagen Pohle          | Alemanha       | 42:33.31 |                     |
| 12                | Choe Byeong-Gang     | Coreia do Sul  | 42:34.28 |                     |
| 13                | Massimo Stano        | Itália         | 43:03.58 |                     |
| 14                | Veli-Matti Partanen  | Finlândia      | 43:48.21 |                     |
| 15                | Tyler Sorensen       | Estados Unidos | 43:55.49 |                     |
| 16                | Giovanni Renó        | Itália         | 44:11.14 |                     |
| 17                | Rhydian Cowley       | Austrália      | 44:49.42 |                     |
| 18                | Lukáš Gdula          | Chéquia        | 46:21.50 |                     |
| 19                | Pavel Schrom         | Chéquia        | 47:11.42 |                     |
| 20                | Ferhat Belaïd        | Argélia        | 49:39.87 |                     |
| 21                | Bruno Carrière       | Canadá         | 50:47.93 |                     |
| 22                | David Munyao Ngei    | Quênia         | DSQ      | Regra 230.1 da IAAF |
| 23                | José Montaña         | Colômbia       | DSQ      | Regra 230.1 da IAAF |
| 24                | Cong Fudong          | China          | DSQ      | Regra 230.1 da IAAF |

Legenda
| Recorde mundial       | Recorde mundial (World record)               |                       | Recorde africano                      | Recorde africano (African) |                                           | Q | Classificado por posição (Qualified) |
| Recorde do campeonato | Recorde do campeonato (Championship record)  | Recorde da América    | Recorde da América (Americas)         | q                          | Classificado por melhor tempo (Qualified) |   |                                      |
| Melhor marca do ano   | Melhor marca do ano (World leading)          | Recorde asiático      | Recorde asiático (Asian)              | DNS                        | Não largou (Did not start)                |   |                                      |
| Recorde nacional      | Recorde nacional (National record)           | Recorde europeu       | Recorde europeu (European)            | DNF                        | Não terminou (Did not finish)             |   |                                      |
| Recorde pessoal       | Recorde pessoal do atleta (Personal best)    | Recorde da Oceania    | Recorde da Oceania (Oceania)          | DSQ / DQ                   | Desclassificado (Disqualified)            |   |                                      |
| Recorde da temporada  | Recorde da temporada do atleta (Season best) | Recorde sul-americano | Recorde sul-americano (South America) | NM                         | Sem marca (No mark)                       |   |                                      |